# Harrow School
Harrow School es una escuela independiente británica de pupilos varones entre los 13 y 18 años de edad. Está ubicada en Harrow on the Hill en el municipio de Harrow, en Londres (Inglaterra) Reino Unido. Es una de las primeras "escuelas públicas" inglesas tal como se definen en la Ley de Escuelas Públicas de 1868 (el concepto británico de la public school no debe confundirse con el de escuela pública, gratuita y de acceso libre: se refiere a centros privados, a menudo internados, de coste elevado).
La escuela fue fundada en 1572 bajo una Carta Real otorgada por Isabel I de Inglaterra; aunque algunos han especulado que ya existía una escuela en Harrow mucho antes. Actualmente Harrow tiene aproximadamente 800 alumnos repartidos en once casas, El alojamiento de tiempo completo cuesta (en 2020) £41.775 al año (aproximadamente 58.159$). La mayoría de las casas fueron construidas en la época victoriana, cuando el número de chicos se incrementó notablemente.
Harrow tiene muchos alumnos notables, incluyendo siete Primeros Ministros del Reino Unido (el más notable Winston Churchill), y el primer ministro de la India, Jawaharlal Nehru. Harrow es el contrapunto a Eton College. Además 19 antiguos harrovianos han recibido el reconocimiento Cruz Victoria.
Los Administradores de la Escuela, recientemente introdujeron Harrow en la comunidad internacional abriendo dos nuevas escuelas, una en Pekín, China, y Harrow International School en Bangkok, Tailandia. Una duodécima casa está en las primeras etapas de desarrollo.

## Historia
Harrow School fue fundada en febrero de 1572 bajo la Carta Real de Isabel I de Inglaterra otorgada a su fundador John Lyon, un agricultor local. Su nueva Casa fue completada en 1615 y la Escuela fue adquiriendo fama gradualmente. Lyon falleció en 1592, dejando sus bienes a dos causas, siendo la menor la escuela, y el mayor benefactor el mantenimiento de la carretera a Londres, a 10 millas de distancia. Fue tras la muerte de su esposa en 1608 cuando comenzó la construcción de la primera escuela. Se completó en 1615 y ha perdurado hasta nuestros días, aunque con algunas ampliaciones y reformas.
En su fundación, el tema principal era el Latín, y el único deporte era el tiro con arco. Aunque la mayoría de los chicos se les enseñó de forma gratuita (los gastos de la matrícula eran pagados por la dotación de Lyon), había un número de "extranjeros" que pagaban (chicos fuera de la iglesia parroquial). La presencia de estos alumnos extra-parroquiales  incrementó la necesidad de servicios de alojamiento. En 1700 por cada alumno local había dos extranjeros; esto se usó como una forma de generar ingresos para la escuela. En 1876, la situación había llegado a tal extremo que la John Lyon Lower School fue llevada bajo la autoridad de los administradores de Upper School para que la escuela mantenga el cometido de educar a los chicos de la iglesia parroquial. Ahora se sabe que The John Lyon School es una escuela independiente y prominente en Inglaterra, y mantiene enlaces estrechos con Harrow.
Durante el siglo XX se renovó el comedor central, se demolieron las casas pequeñas y se modernizó el plan de estudios. Actualmente hay unos 800 chicos en Harrow. Harrow se ha expandido hacia la comunidad global, con la introducción de instituciones educativas en Pekín y Bangkok, respectivamente.

## Tradiciones de la Escuela

### Uniforme
El traje diario de Harrow consiste en una camisa blanca, corbata negra, pantalones grises, jersey azul y sombrero con una banda azul oscura. El traje de domingo consiste en un frac negro, pantalones de rayas, chaleco negro, corbata negra y camisa blanca. Las variaciones incluyen un chaleco gris para los equipos de deporte, un sombrero con moteados negros para los chicos del equipo de cricket, y corbatas específicas para los encuentros de varias sociedades.

### Canciones
Las canciones han sido una parte importante de la vida de Harrow desde que John Farmer, un antiguo músico, escribió la primera canción en 1864. La escuela las considera una fuerza unificadora y las cantaban los chicos en sus casas cada curso. Las canciones las cantaba toda la escuela para las audiencias de los padres, alumnos anteriores de la escuela e invitados de honor que incluían, en el pasado, a miembros de la familia real y representantes de gobiernos anteriores. La canción Forty years on ha llegado a ser conocida como la canción de la escuela, aunque en realidad es una de muchas.

### Fútbol de Harrow
Harrow tiene su propio y único estilo de fútbol llamado Harrow Football. El propósito del juego es marcar una 'base', la cual se logra lanzando el balón entre dos postes verticales, los cuales se encuentran en cada extremo del campo, similar a los postes de rugby pero sin la barra horizontal. Esto puede hacerse desde juego abierto o desde 'yardas' y el balón puede lanzarse a cualquier altura.

### The Harrovian
The Harrovian es el periódico de la escuela que se publica semanalmente durante el curso. Sus artículos se escriben de forma anónima y la escuela indica que las opiniones expresadas en el periódico no reflejan la política de la escuela. El periódico se publica tanto como un órgano de registro y foro de comentarios, debate y expresión de opiniones individuales en la escuela. The Harrovian también se publica en línea por la Asociación Harrow.

## Plan de estudios de Harrow
Durante el primer año, los chicos estudian Inglés, Francés, Matemáticas, Biología, Química, Física, Historia, Geografía, Latín o Civilización Clásica, Religión, Arte, Música, Educación Tecnológica y Tecnologías de la información y la comunicación. El griego, alemán o español se ofrecía a chicos con buena habilidad lingüística.
Durante su segundo y tercer año, los chicos trabajan para conseguir el Certificado General de Educación Secundaria. Adicionalmente a las materias citadas, los alumnos eligen entre una amplia variedad de opciones, cuatro materias más.
En el sexto año, se espera que todos los alumnos tengan conocimientos superiores en cuatro materias principales y conocimientos avanzados en al menos tres. Hay muchas materias para elegir, incluyendo Literatura Inglesa, Francés, Alemán, Español, Italiano, Latín, Griego, Historia, Geografía, Economía, Estudios sobre negocios, Historia Antigua, Civilización Clásica, Ciencia política, Religión, Matemáticas, Biología, Química, Física, Educación Física, Música, Arte, Historia del arte, Estadística y Fotografía.

## Campus de Harrow
Harrow no se construye en un campus en el sentido de que está totalmente integrado con el entorno; hay edificios privados, tiendas, negocios y la carretera principal es una autopista pública. Sin embargo, hay un número importante de edificios individuales.

### Casas de la Escuela
| Nombre de la Casa |
| ----------------- |
| Bradbys           |
| Druries           |
| Elmfield          |
| Gayton            |
| The Grove         |
| The Headmaster's  |
| The Knoll         |
| Moretons          |
| Newlands          |
| The Park          |
| Rendalls          |
| West Acre         |

Harrow School se divide en once casas, cada una de las cuales con unos setenta chicos, con una casa más, Gayton, utilizada como reserva. Cada casa tiene sus propios servicios y compite en eventos deportivos contra las otras casas. 
Hasta la década de 1950, existían las llamadas 'casas pequeñas' donde permanecían 5-10 chicos en mientras esperaban a que se produjera una vacante en una 'casa mayor'. Existen planes para construir una duodécima casa, su objetivo no será aumentar el número de alumnos sino ayudar a reducir el número de alumnos en las otras once casas. La fecha de apertura prevista es septiembre de 2011.
Los maestros de la Casa y sus familias viven en las casas de huéspedes y son asistidos por los Tutores de la Casa. Cada Casa tiene un Tutor residente. Los maestros de la casa supervisan el bienestar de cada chico; para los padres es el principal punto de contacto con la Escuela.
Cada Casa tiene una enfermera residente y una enfermería. Las enfermeras reciben la ayuda del Centro Médico de la Escuela. El Centro Médico está bajo la supervisión directa del Doctor de la Escuela.
Inicialmente cada chico comparte su cuarto con un chico de la misma edad durante los primeros tres o seis cursos y posteriormente tiene un cuarto propio. Cada Casa tiene una sala común con periódicos, televisión y vídeo. Todas tienen sus propios jardines y servicios deportivos.